# 13th District
13th District (ibland även känd som District B13, fr. Banlieue 13) är en fransk långfilm från 2004 i regi av Pierre Morel, med David Belle, Cyril Raffaelli, Tony D'Amario och Dany Verissimo i rollerna. Filmen använder sig mycket av den franska rörelsesporten parkour.
Det finns en uppföljare: District 13: Ultimatum (2009). En engelsk remake Brick Mansions släpptes 2014.

## Handling
Filmen utspelar sig i framtiden, i ett Frankrike där staten har murat in det franska "ghettot". En polis får i uppdrag att desarmera en bomb. Han får hjälp av en före detta brottsling.

## Rollista
| David Belle      | – Leïto         |
| Cyril Raffaelli  | – Damien Tomaso |
| ony D'Amario     | – K2            |
| Dany Verissimo   | – Lola          |
| Bibi Naceri      | – Taha          |
| François Chattot | – Krüger        |
| Nicolas Woirion  | – Corsini       |
| Patrick Olivier  | – Le colonel    |